# Isoperla phalerata
Isoperla phalerata är en bäcksländeart som först beskrevs av Smith, L.W. 1917.  Isoperla phalerata ingår i släktet Isoperla och familjen rovbäcksländor. Inga underarter finns listade i Catalogue of Life.